# 蒂蒂塞-诺伊施塔特
蒂蒂塞-诺伊施塔特（德語：Titisee-Neustadt，發音：[ˌtɪtizeːˈnɔʏʃtat] ⓘ；又译蒂蒂湖新城）是德国巴登-符腾堡州弗赖堡行政区布赖斯高-上黑林山县的城市，面积89.64平方千米，2023年12月31日人口为12,395人。
蒂蒂塞-诺伊施塔特是一座温泉镇，以克奈普疗法著称。此外，这里也是一个冬季運動中心。

## 历史
蒂蒂塞-诺伊施塔特于1971年7月1日由市镇鲁登贝格（Rudenberg）、蒂蒂塞（Titisee）和黑林山区诺伊施塔特（Neustadt im Schwarzwald）合并而成。1971年9月1日，市镇施韦岑巴赫（Schwärzenbach）并入蒂蒂塞-诺伊施塔特。1973年1月1日，市镇瓦尔道（Waldau）并入蒂蒂塞-诺伊施塔特。1974年1月1日，市镇朗根奥德纳赫并入蒂蒂塞-诺伊施塔特。

## 地理
蒂蒂塞-诺伊施塔特位于黑林山南部的费尔德山以东，海拔769米—1197米。市辖区蒂蒂塞（Titisee）位于同名湖北岸。市辖区诺伊施塔特（Neustadt）位于其东北约5千米处。
蒂蒂塞-诺伊施塔特位于武塔赫河畔，该河最初以“塞河”（Seebach；意为“湖溪”）之名汇入蒂蒂湖，之后以“古塔赫河”（Gutach；意为“良河”）之名流出蒂蒂湖，之后在诺伊施塔特东侧变为激流，更名为“武塔赫河”（Wutach；意为“怒河”），然后穿越著名的武塔赫峡，最终在廷根汇入莱茵河。
蒂蒂湖-诺伊施塔特的最高点为霍赫菲斯特山，海拔1197米，位于与伦茨基希市的边界上，俯瞰蒂蒂湖。

## 友好城市
蒂蒂塞-诺伊施塔特与以下城市结为友好城市：
- 法國 库洛米耶（1971年）
- 英国 利顿-林斯莱德（英语：Leighton–Linslade）（1991年）